# Arlesey Town FC
El Arlesey Town FC es un equipo de Fútbol de Inglaterra que juega en la Spartan South Midlands League Premier Division.

## Historia
El club se estableció en 1891. Inicialmente jugaron en la Biggleswade & District League, antes de unirse a la Bedfordshire County League en 1922. Fueron subcampeones en la primera temporada de la liga y subcampeones en la competencia subsidiaria en 1923–24. Después de terminar último en la División Uno en 1925–26 dejaron la liga antes de regresar a la División Uno para la temporada 1927–28. Aunque se fueron nuevamente después de terminar último en la División Uno, el club se reincorporó a la liga en 1929, esta vez en la División Dos. El club se reincorporó a la renombrada South Midlands League en la División Dos en 1929–30, ganando la División en el primer intento y obteniendo el ascenso a la División Uno. Sin embargo, fueron relegados a la División Dos al final de la temporada siguiente.
Arlesey ganó el título de la División Dos en 1931-1932, pero no fue ascendido y la División Dos no se jugó la temporada siguiente. Regresaron en 1936, ganando un tercer título de la División Dos en 1936–37, lo que resultó en el ascenso a la División Uno. La División Uno se convirtió en la Primera División en 1947. El club fue subcampeón de la Primera División en 1950–51 y ganó la división la temporada siguiente. Retuvieron el título de liga en 1952–53, pero se fueron para unirse a la Parthenon League en 1954, donde jugaron durante cuatro temporadas. En 1958 se cambiaron a la División Senior de la Liga de Londres. Después de dejar la Liga de Londres en 1960, el club volvió a la División Uno de la Liga de South Midlands en 1961.
A pesar de terminar entre los tres últimos de la División Uno en 1961–62, Arlesey fue ascendido a la Primera División. Terminaron segundos desde abajo de la Primera División la temporada siguiente y fueron relegados a la División Uno. Sin embargo, un tercer puesto en 1963–64 resultó en un regreso inmediato a la Primera División. En 1982-1983, el club se transfirió a la Primera División de la Liga de los Condados Unidos, que ganó en 1984-1985. Sin embargo, el aumento de los costos obligó al club a renunciar a la United Counties League en 1992, volviendo a la Premier Division de la South Midlands League en 1991–92. La temporada 1994-1995 vio al club ganar la Premier Division con un récord de 107 puntos, además de vencer al Oxford City FC 2-1 en la final de la FA Vase en el Estadio Wembley. Tras la fusión de la South Midlands League con la Spartan League para formar la Spartan South Midlands League el club se colocó en la Premier Division North y, tras la reorganización de la liga al final de la temporada, se convirtió en miembro de la Premier Division en 1998.
En la temporada 1999-2000 Arlesey ganó la Premier Division de la Spartan South Midlands League, lo que le permitió ascender a la Tercera División de la Isthmian League. Su primera temporada en la nueva división los vio ganar el título anotando un récord de la Liga Isthmian de 138 goles con una diferencia récord de más de 100 goles, lo que les valió el ascenso a la División Dos. En 2002, la reorganización de la liga los colocó en la División Uno Norte. Fueron transferidos a la División Este de la Liga Sur en 2004, antes de regresar a la División Uno Norte de la Liga Istmian en 2006. Otro movimiento en 2008 llevó al club a jugar en la División Uno Midlands de la Liga Sur. que se convirtió en Division One Central en 2010. La temporada 2010-11vio al club ganar la División Uno Central, obteniendo el ascenso a la Primera División.
En 2011-12 Arlesey alcanzó la primera ronda propiamente dicha de la FA Cup por primera vez, donde perdió 3-1 ante el Salisbury City FC. Repitieron la hazaña la temporada siguiente, perdiendo esta vez 3-0 ante el Coventry City FC en el Ricoh Arena. El club fue relegado a Division One Central al final de la temporada 2014-15 después de terminar segundo desde abajo en la Premier Division.

## Palmarés
- FA Vase: 1

1994–95
- Isthmian League
  - División Tres (1): 2000–01
- Southern League
  - Division One Central (1): 2010–11
  - League Cup (1): 2012–13
- United Counties League
  - Premier Division (1): 1984–85
  - Premier Division Cup (1): 1987–88
- Spartan South Midlands League
  - Premier Division (1): 1999–2000
- South Midlands League
  - Premier Division (4): 1951–52, 1952–53, 1994–95, 1995–96,
  - Division Two (3): 1929–30, 1931–32, 1935–36
  - Challenge Trophy (1): 1979–80
  - Premier Shield (1): 1964–65
  - Premier Division Cup (1): 1993–94
  - Floodlight Cup (1): 1990–91
- Bedfordshire Premier Cup: 2

1983–84, 2001–02
- Bedfordshire Senior Cup: 5

1965–66, 1978–79, 1996–97, 2003–04, 2009–10
- Bedfordshire Intermediate Cup: 1

1957–58
- Hinchingbrooke Cup: 4

1977–78, 1979–80, 1981–82, 1996–97
- Biggleswade Knockout Cup: 2

1977–78, 1980–81

## Récords
- Mejor participación en la FA Cup: Primera ronda, 2011–12, 2012–13
- Major participación en la FA Trophy: Quinta ronda, 2003–04
- Mejor participación en la FA Vase: Campeón, 1994–95
- Récord de asistencia: 2000 vs Luton Town reserves, Bedfordshire Senior Cup, 1906[1]
- Más apariciones: Gary Marshall[1]